# Muharrem Jashari
Muharrem Jashari (Mitrovica, 21 febbraio 1998) è un calciatore kosovaro, centrocampista del LNZ Čerkasy.

## Carriera

### Club
Il 31 gennaio 2024 viene acquistato a titolo definitivo per 50.000 euro dalla squadra ucraina del LNZ Čerkasy.

### Nazionale
Ha giocato nella nazionale kosovara Under-21.
Nel 2021 ha esordito nella nazionale maggiore kosovara.

## Statistiche

### Presenze e reti nei club
Statistiche aggiornate al 2 agosto 2025.
| Stagione           | Squadra            | Campionato         | Campionato | Campionato | Coppe nazionali | Coppe nazionali | Coppe nazionali | Coppe continentali | Coppe continentali | Coppe continentali | Altre coppe | Altre coppe | Altre coppe | Totale | Totale |
| Stagione           | Squadra            | Comp               | Pres       | Reti       | Comp            | Pres            | Reti            | Comp               | Pres               | Reti               | Comp        | Pres        | Reti        | Pres   | Reti   |
| ------------------ | ------------------ | ------------------ | ---------- | ---------- | --------------- | --------------- | --------------- | ------------------ | ------------------ | ------------------ | ----------- | ----------- | ----------- | ------ | ------ |
| 2016-2017          | Trepça '89         | SL                 | 7          | 2          | CK              | 0               | 0               | -                  | -                  | -                  | -           | -           | -           | 7      | 2      |
| 2017-2018          | Trepça '89         | SL                 | 10         | 2          | CK              | 1               | 0               | UCL                | 0                  | 0                  | SK          | -           | -           | 11     | 2      |
| 2018-2019          | Trepça '89         | SL                 | 27         | 0          | CK              | 4               | 1               | -                  | -                  | -                  | -           | -           | -           | 31     | 1      |
| 2019-2020          | Trepça '89         | SL                 | 27         | 6          | CK              | 1               | 0               | -                  | -                  | -                  | -           | -           | -           | 28     | 6      |
| 2020-2021          | Trepça '89         | SL                 | 33         | 3          | CK              | 2               | 0               | -                  | -                  | -                  | -           | -           | -           | 35     | 3      |
| Totale Trepça 89   | Totale Trepça 89   | Totale Trepça 89   | 104        | 13         |                 | 8               | 1               |                    | 0                  | 0                  |             | 0           | 0           | 112    | 14     |
| 2021-2022          | Drita              | SL                 | 26         | 2          | CK              | 6               | 2               | UECL               | 4                  | 0                  | -           | -           | -           | 36     | 4      |
| 2022-2023          | Drita              | SL                 | 31         | 4          | CK              | 1               | 0               | UECL               | 4                  | 0                  | -           | -           | -           | 36     | 4      |
| 2023-gen. 2024     | Drita              | SL                 | 18         | 1          | CK              | 1               | 0               | UECL               | 2                  | 0                  | -           | -           | -           | 21     | 1      |
| Totale Drita       | Totale Drita       | Totale Drita       | 75         | 7          |                 | 8               | 2               |                    | 10                 | 0                  |             | -           | -           | 93     | 9      |
| gen.-giu. 2024     | LNZ Čerkasy        | PL                 | 13         | 0          | CU              | 0               | 0               | -                  | -                  | -                  | -           | -           | -           | 13     | 0      |
| 2024-2025          | LNZ Čerkasy        | PL                 | 29         | 5          | CU              | 1               | 0               | -                  | -                  | -                  | -           | -           | -           | 30     | 5      |
| 2025-2026          | LNZ Čerkasy        | PL                 | 1          | 0          | CU              | 0               | 0               | -                  | -                  | -                  | -           | -           | -           | 1      | 0      |
| Totale LNZ Čerkasy | Totale LNZ Čerkasy | Totale LNZ Čerkasy | 43         | 5          |                 | 1               | 0               |                    | -                  | -                  |             | -           | -           | 44     | 5      |
| Totale carriera    | Totale carriera    | Totale carriera    | 222        | 25         |                 | 17              | 3               |                    | 10                 | 0                  |             | 0           | 0           | 249    | 28     |

## Palmarès

### Club

#### Competizioni nazionali
- Campionato kosovaro: 1

Trepça 89: 2016-2017
- Supercoppa del Kosovo: 1

Trepça 89: 2017